# Choren Hovhannesjan
Choren Hovhannesjan (Armeens: Խորեն Հովհաննիսյան, Russisch: Хорен Оганесян) (Jerevan, 10 januari 1955) is een voormalig voetballer en trainer van Armeens origine die uitkwam voor de Sovjet-Unie. Tijdens zijn spelerscarrière was hij bekend onder zijn Russische naam Choren Oganesjan. Hij is de enige Armeen in de top 50 van spelers van de Sovjet-Unie.
In 2003 werd hij gekozen tot beste Armeense voetballer van de afgelopen vijftig jaar bij de UEFA Jubilee Awards.

## Biografie
Oganesjan kwam uit een sportieve familie, zijn vader was gewichtheffer en zijn moeder gymnaste. Zijn oudere broer was ook voetballer en zijn jongere broer gewichtheffer. Hij speelde lokaal voetbal en werd bij een lokaal jeugdtoernooi opgemerkt door Jevgeni Ljadin, de bondscoach van nationale selectie onder de 21. Ljadin schreef een aanbevelingsbrief naar Ararat Jerevan die hem binnenhaalde. Hij maakte zijn debuut in het eerste elftal in de kwartfinale van de Europacup I in 1975 tegen Bayern München, dat met 1-0 verslagen werd. Een maand later debuteerde hij ook in de Sovjet Top Liga tegen Dnjepr Dnjepropetrovsk. Dat jaar wonnen ze ook de beker tegen Zarja Vorosjilovgrad. Het volgende seizoenen werd hij met de club vicekampioen achter Dinamo Moskou. De club was nu echter over zijn hoogetepunt heen en werd de volgende jaren een middenmoter. In 1984 scoorde hij zijn honderdste goal. In 1985 verliet hij de club na onenigheden. Hij ging nu voor Kanaz Jerevan spelen, niet meer in de hoogste klasse. In 1989 ging hij voor Pachtakor Tasjkent spelen, dat toen in de tweede klasse actief was en waarmee hij in 1990 mee de promotie kon afdwingen. In 1991 blesserde hij zich aan zijn achillespees in een wedstrijd tegen Dinamo Kiev en was een tijd geblesseerd. Hij keerde terug naar het inmiddels onafhankelijke Armenië en ging daar in de nieuwe competitie spelen bij Kilikia en later bij Pjoenik.
Op 14 oktober 1979 maakte Hovhannesjan zijn debuut voor het nationale elftal. In 1980 won hij met de olympische selectie brons op het Olympische Spelen in Moskou. Hij scoorde in de wedstrijd om de gouden medaille het winnende doelpunt tegen Joegoslavië. Hij nam met zijn land deel aan het WK 1982 en was zo de eerste Armeniër op het WK. De Sovjets plaatsten zich voor de tweede groepsfase, waarin Oganesjan scoorde tegen België, maar het was Polen dat met de groepswinst ging lopen, door een beter doelsaldo.
| Interlands van Choren Hovhannesjan voor Sovjet-Unie | Interlands van Choren Hovhannesjan voor Sovjet-Unie | Interlands van Choren Hovhannesjan voor Sovjet-Unie | Interlands van Choren Hovhannesjan voor Sovjet-Unie | Interlands van Choren Hovhannesjan voor Sovjet-Unie | Interlands van Choren Hovhannesjan voor Sovjet-Unie |
| №                                                   | Datum                                               | Wedstrijd                                           | Uitslag                                             | Competitie                                          | Goals                                               |
| --------------------------------------------------- | --------------------------------------------------- | --------------------------------------------------- | --------------------------------------------------- | --------------------------------------------------- | --------------------------------------------------- |
| 1                                                   | 14.10.1979                                          | Sovjet-Unie – Roemenië                              | 3–1                                                 | Vriendschappelijk                                   |                                                     |
| 2                                                   | 31.10.1979                                          | Sovjet-Unie – Finland                               | 2–2                                                 | EK-kwalificatie                                     |                                                     |
| 3                                                   | 21.11.1979                                          | Sovjet-Unie – West-Duitsland                        | 1–3                                                 | Vriendschappelijk                                   |                                                     |
| 4                                                   | 26.03.1980                                          | Bulgarije – Sovjet-Unie                             | 1–3                                                 | Vriendschappelijk                                   |                                                     |
| 5                                                   | 29.04.1980                                          | Zweden – Sovjet-Unie                                | 1–5                                                 | Vriendschappelijk                                   |                                                     |
| 6                                                   | 15.06.1980                                          | Brazilië – Sovjet-Unie                              | 1–2                                                 | Vriendschappelijk                                   |                                                     |
| 7                                                   | 12.07.1980                                          | Sovjet-Unie – Denemarken                            | 2–0                                                 | Vriendschappelijk                                   |                                                     |
| 8                                                   | 27.08.1980                                          | Hongarije – Sovjet-Unie                             | 1–4                                                 | Vriendschappelijk                                   |                                                     |
| 9                                                   | 03.09.1980                                          | IJsland – Sovjet-Unie                               | 1–2                                                 | WK-kwalificatie                                     |                                                     |
| 10                                                  | 15.10.1980                                          | Sovjet-Unie – IJsland                               | 5–0                                                 | WK-kwalificatie                                     | Goal · Goal                                         |
| 11                                                  | 04.12.1980                                          | Argentinië – Sovjet-Unie                            | 1–1                                                 | Vriendschappelijk                                   | Goal                                                |
| 12                                                  | 30.05.1981                                          | Wales – Sovjet-Unie                                 | 0–0                                                 | WK-kwalificatie                                     |                                                     |
| 13                                                  | 23.09.1981                                          | Sovjet-Unie – Turkije                               | 4–0                                                 | WK-kwalificatie                                     |                                                     |
| 14                                                  | 10.03.1982                                          | Griekenland – Sovjet-Unie                           | 0–2                                                 | Vriendschappelijk                                   |                                                     |
| 15                                                  | 14.04.1982                                          | Argentinië – Sovjet-Unie                            | 1–1                                                 | Vriendschappelijk                                   | Goal                                                |
| 16                                                  | 05.05.1982                                          | Sovjet-Unie – Duitse Democratische Republiek        | 1–0                                                 | Vriendschappelijk                                   |                                                     |
| 17                                                  | 03.06.1982                                          | Zweden – Sovjet-Unie                                | 1–1                                                 | Vriendschappelijk                                   |                                                     |
| 18                                                  | 19.06.1982                                          | Nieuw-Zeeland – Sovjet-Unie                         | 0–3                                                 | WK-eindronde                                        |                                                     |
| 19                                                  | 01.07.1982                                          | België – Sovjet-Unie                                | 0–1                                                 | WK-eindronde                                        | Goal                                                |
| 20                                                  | 04.07.1982                                          | Polen – Sovjet-Unie                                 | 0–0                                                 | WK-eindronde                                        |                                                     |
| 21                                                  | 13.10.1982                                          | Sovjet-Unie – Finland                               | 2–0                                                 | EK-kwalificatie                                     |                                                     |
| 22                                                  | 23.03.1983                                          | Frankrijk – Sovjet-Unie                             | 1–1                                                 | Vriendschappelijk                                   |                                                     |
| 23                                                  | 13.04.1983                                          | Zwitserland – Sovjet-Unie                           | 0–1                                                 | Vriendschappelijk                                   |                                                     |
| 24                                                  | 27.04.1983                                          | Sovjet-Unie – Portugal                              | 5–0                                                 | EK-kwalificatie                                     |                                                     |
| 25                                                  | 17.05.1983                                          | Oostenrijk – Sovjet-Unie                            | 2–2                                                 | Vriendschappelijk                                   |                                                     |
| 26                                                  | 22.05.1983                                          | Polen – Sovjet-Unie                                 | 1–1                                                 | EK-kwalificatie                                     |                                                     |
| 27                                                  | 01.06.1983                                          | Finland – Sovjet-Unie                               | 0–1                                                 | EK-kwalificatie                                     |                                                     |
| 28                                                  | 26.07.1983                                          | Duitse Democratische Republiek – Sovjet-Unie        | 1–3                                                 | Vriendschappelijk                                   | Goal                                                |
| 29                                                  | 09.10.1983                                          | Sovjet-Unie – Polen                                 | 2–0                                                 | EK-kwalificatie                                     |                                                     |
| 30                                                  | 13.11.1983                                          | Portugal – Sovjet-Unie                              | 1–0                                                 | EK-kwalificatie                                     |                                                     |
| 31                                                  | 15.05.1984                                          | Finland – Sovjet-Unie                               | 1–3                                                 | Vriendschappelijk                                   |                                                     |
| 32                                                  | 02.06.1984                                          | Engeland – Sovjet-Unie                              | 0–2                                                 | Vriendschappelijk                                   |                                                     |
| 33                                                  | 12.09.1984                                          | Ierland – Sovjet-Unie                               | 1–0                                                 | WK-kwalificatie                                     |                                                     |
| 34                                                  | 10.10.1984                                          | Noorwegen – Sovjet-Unie                             | 1–1                                                 | WK-kwalificatie                                     |                                                     |

Toen hij nog speler was begon hij ook al als trainer. Hij was medeoprichter van de club Homenetmen, het huidige Kilikia. In 1993 verhuisde hij naar Libanon om er de Armeens-Libanese club Homenetmen Beiroet te coachen. Na enkele jaren onderbreking werd hij in 2012 opnieuw trainer bij het Oezbeekse Lokomotiv Tasjkent.
In 1987 werd zijn zoon Zhora Hovhannesjan geboren, die ook profvoetballer is en voor Pachtakor Tasjkent en Pjoenik Jerevan uitkwam.